# سیدی خالد (استان بسکره)
سیدی خالد (استان بسکره) (به عربی: سيدي خالد) یک شهرداری در الجزایر است که در استان بسکره واقع شده‌است. سیدی خالد ۲۱٬۲۶۰ کیلومتر مربع مساحت و ۴۵٬۶۲۲ نفر جمعیت دارد.